# Culture des amphores globulaires
Objets typiques
Amphores globulaires
La culture des amphores globulaires est une culture archéologique du Néolithique récent en Europe centrale, qui s'est développée d'environ 3400 à 2300 av. J.-C. C'est dans cette région la dernière culture des populations néolithiques avant l'irruption des pasteurs steppiques issus de la culture Yamna à partir de 2800 av. J.-C.

## Historique
Le nom de cette culture a été attribué par Gustaf Kossinna en raison de sa céramique caractéristique, des récipients en forme globulaire avec deux à quatre anses.

## Extension géographique
La culture des amphores globulaires s'étendait du bassin de l'Elbe, à l'ouest, jusqu'au Dniestr moyen, au sud, et la vallée du Dniepr à l'est. À l'ouest de l'Elbe, on trouve quelques amphores globulaires dans des tombes mégalithiques. Cette culture était bordée au sud et à l'ouest par la culture de Baden, et au nord-est par la culture de Narva. Elle a occupé en grande partie la même zone que la culture des vases à entonnoir qui l'a précédée.
Les archéologues estiment que cette culture s'est étendue vers l'ouest entre 2950 et 2350 av. J.-C. à partir d'un foyer situé en Volhynie et en Podolie.

## Habitat
Les villages sont épars et ne contiennent habituellement que de petits ensembles de fosses. Aucun plan de maison probant n'a été mis au jour. Il a été suggéré que certains de ces villages n'étaient pas occupés toute l'année ou qu'ils pouvaient n'être que temporaires.

## Mode de subsistance
L'économie était fondée sur l'élevage de plusieurs types d'animaux, des cochons en particulier en sa phase primitive, à la différence de la culture des vases à entonnoir qui préférait les bovidés.

## Sépultures

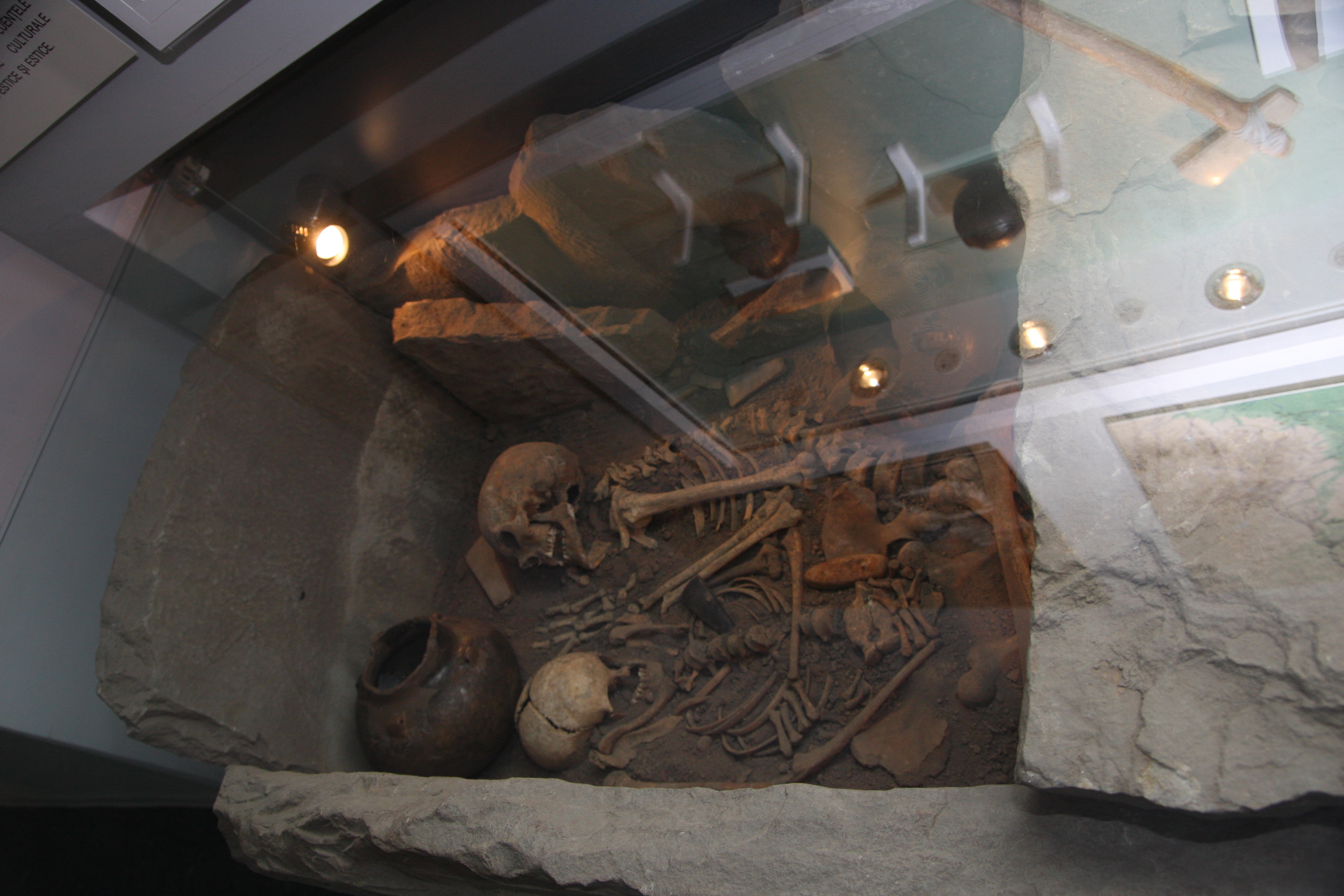
Tombe de la culture des amphores globulaires

La culture des amphores globulaires est avant tout connue par ses sépultures. L'inhumation se faisait dans une fosse ou une ciste. Plusieurs offrandes funéraires étaient laissées qui incluaient des parties d'animaux (comme une mâchoire de cochon) ou même des animaux entiers, par exemple des bœufs. Ces offrandes comprenaient les amphores globulaires typiques et des haches de pierre. On trouve également des inhumations de bovins, souvent par paires, accompagnées de présents. Il existe aussi des sépultures secondaires dans des tombes mégalithiques.

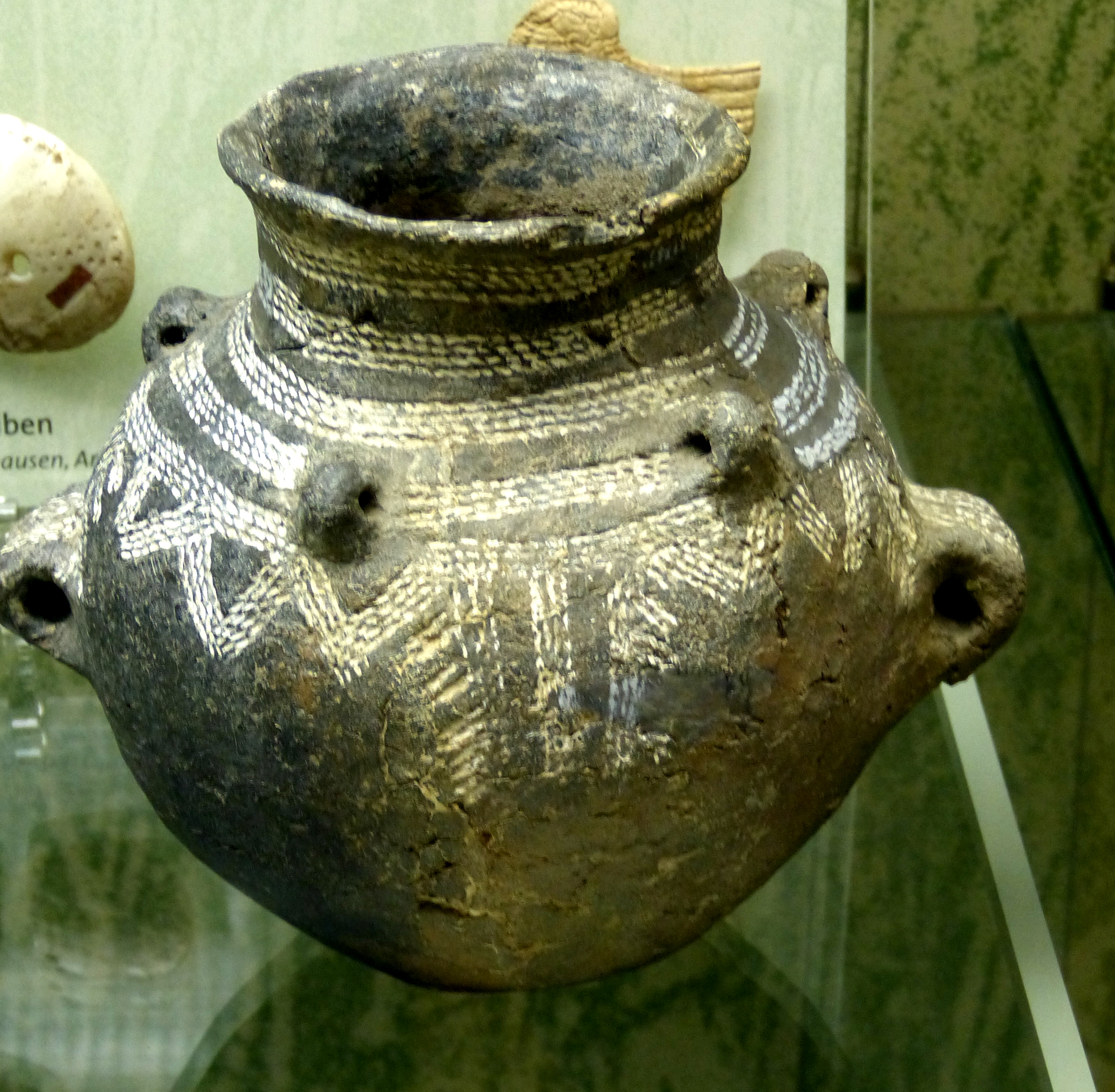
Amphore de la culture des amphores globulaires à Greußen. Musée de la préhistoire de Thuringe, Weimar

Le fait d'inclure des animaux dans les tombes a été vu comme un élément culturel intrusif. La pratique de la satî, invoquée par Marija Gimbutas, est également considérée comme un élément très intrusif. Ces pratiques distinctives de sépultures pourraient être dues à l'influence de la culture Yamna, arrivée dans la région au début du IIIe millénaire av. J.-C.

## Génétique
Une étude génétique de 2017 portant sur 17 individus provenant d'un site mégalithique situé à Kierzkowo (en Pologne, région des Pałuki, district de Żnin), attribué à la culture des amphores globulaires, a montré que ces individus étaient plus proches des autres groupes néolithiques que des pasteurs venus de la steppe pontique. 
À l'exception de l'un des échantillons de Kierzkowo (dans lequel il représentait environ 15 % du génotype), le composant lié à la steppe pontique était totalement absent de la population du site. Tous les autres échantillons présentaient un mélange entre un important composant néolithique (jusqu'à 83 %), indiquant une appartenance aux Premiers agriculteurs européens venus d'Anatolie, et la composante trouvée à haute fréquence chez les Chasseurs-cueilleurs de l’Ouest (jusqu'à 30 %), signe d'un mélange des populations néolithiques avec les communautés de chasseurs-cueilleurs du Mésolithique.

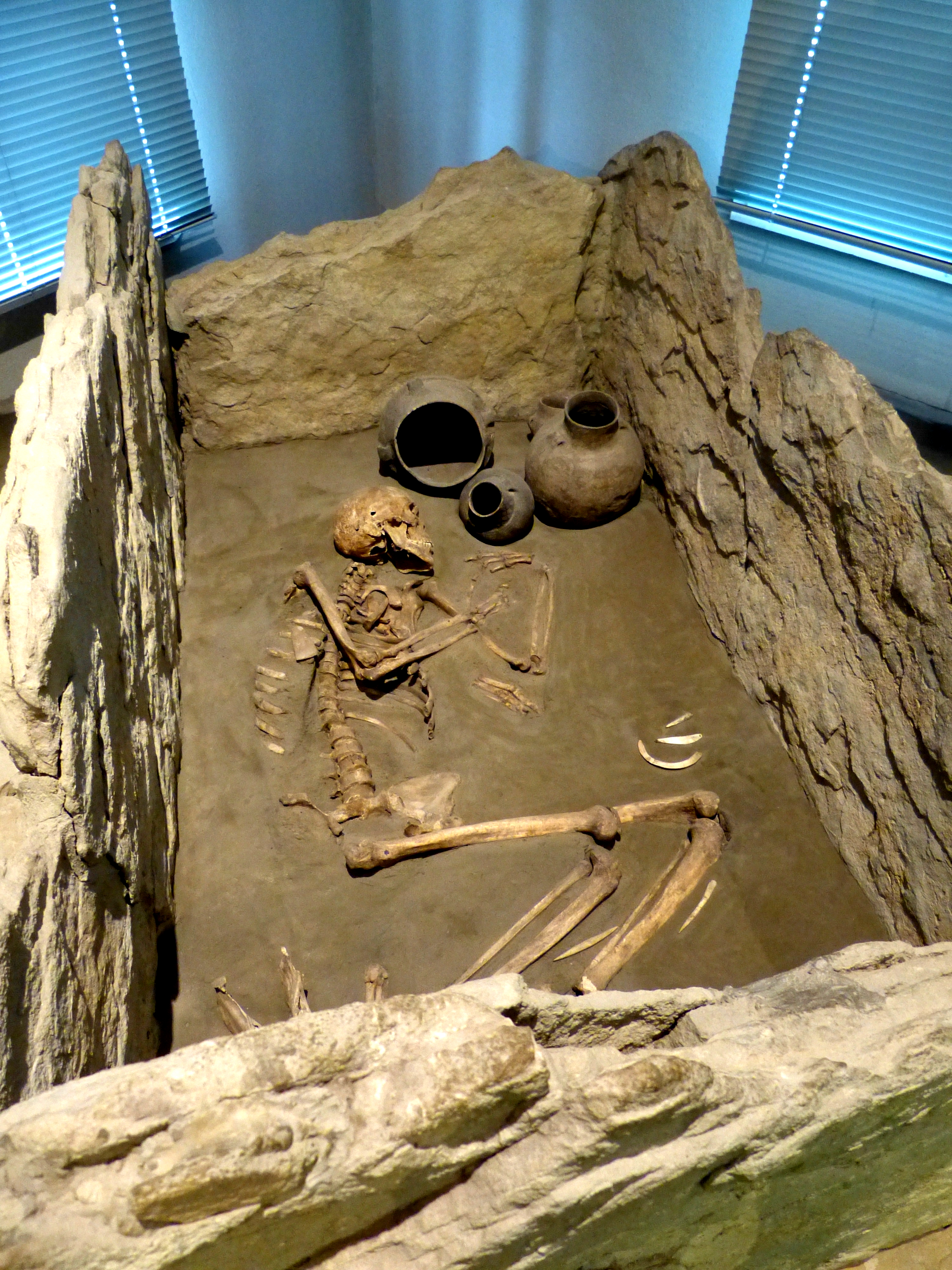
Sépulture de la culture des amphores globulaires, Kalbsrieth

Il existe une continuité génétique claire entre la culture Yamna et la culture de la céramique cordée. Mais, l'ancienne opinion selon laquelle la culture des amphores globulaires aurait représenté une phase intermédiaire dans cette migration à grande échelle ne trouve aucun soutien dans le site de Kierzkowo. Les auteurs de l'étude en tirent la conclusion que l'origine orientale de la culture des amphores globulaires pourrait s'expliquer par une diffusion culturelle plutôt que par un mouvement de population.
Des études publiées en 2019 portant sur sur les restes de 15 hommes, femmes et enfants, qui vivaient à Koszyce, dans le bassin de la Vistule, en Pologne, un site de la culture des amphores globulaires du Néolithique récent, conduisent à des conclusions semblables. Du point de vue génétique, les habitants de Koszyce se distinguent clairement des groupes voisins de la culture de la céramique cordée en raison de leur absence d’ascendance steppique. L'étude des traits phénotypiques montre que ces individus avaient principalement les yeux marron, les cheveux sombres ou châtains.
Le site de Koszyce contient six lignages maternels (T2b, H27, K1a1, HV0a, HV16 et J1c3f), mais un seul lignage paternel : I2a-L801 ce qui semble indiquer une probable structure sociale patrilocale.
En Bohême, la diffusion de la culture des amphores globulaires semble impliquer d'importants changements génétiques sur une courte période, probablement expliqués par des migrations. Ainsi, les individus de la culture des amphores globulaires ont le plus d'ascendance chasseurs-cueilleurs parmi les groupes culturels pré-céramique cordée de la région (25,7 %, ± 1,4), nettement plus que les individus de la culture de Řivnáč. Ceci suggère que ces populations constituent une incursion tardive en provenance d'une région plus mélangée avec des populations de chasseurs-cueilleurs (par exemple, la Pologne), ce qui semble cohérent avec les traces archéologiques,.
Bien que les descendants des pasteurs des steppes aient généralement remplacé et se soient en partie mélangés avec les populations néolithiques, la culture des amphores globulaires, antérieure à l'arrivée des populations steppiques en Europe centrale, a perduré un certain temps, certaines de ses variantes régionales se poursuivant jusqu'à l'Âge du bronze ancien (jusqu'à 2000 av. J.-C.).

### Liens entre culture des amphores globulaires et expansion en Europe des populations steppiques
Les populations steppiques issues de la culture Yamna se sont en partie mélangées avec les populations de la culture des amphores globulaires (CAG) et ont répandu ensuite cette double ascendance génétique dans toutes les régions européennes échantillonnées. La propagation de l'ascendance steppique en Europe a ainsi été conduite par des groupes portant un mélange de gènes steppiques et de gènes néolithiques.
Cette découverte a des implications majeures pour comprendre l'émergence de la culture de la céramique cordée. Une connexion stylistique de la céramique des amphores globulaires et de la céramique cordée a longtemps été suggérée, y compris l'utilisation de récipients en forme d'amphore et le développement de motifs de décoration cordée. De plus, peu de temps avant l'émergence des premiers groupes de la céramique cordée, les groupes de l'est des amphores globulaires et de l'ouest de Yamna ont échangé des traits culturels dans la zone de transition forêt-steppe au nord-ouest de la mer Noire, où des amphores en céramique et des haches en silex de la culture des amphores globulaires ont été trouvées dans les sépultures de Yamna, et l'utilisation typique de l'ocre par Yamna a été trouvée dans les sépultures de la culture des amphores globulaires, indiquant une interaction entre ces groupes.
À la lumière des résultats génétiques, il semble que cette zone, et peut-être d'autres zones de contact similaires entre la CAG et la culture Yamna, aient joué un rôle clé dans la formation de la culture de la céramique cordée, à travers laquelle l'ascendance steppique et l'ascendance néolithique se sont conjointement diffusées loin vers l'ouest et vers l'est. Cela a abouti à des situations d'interaction et de mélange régionales diverses, mais une partie importante de la dispersion de la céramique cordée s'est produite à travers des couloirs de transmission culturelle et démique qui avaient été établis par la CAG au cours de la période précédente.